# Copa Premier Honor Uruguayo
Copa Premier Honor Uruguayo nebo Copa Honor Uruguayo byla mezinárodní fotbalová přátelská soutěž, ve které soutěžily reprezentace Uruguaye a Argentiny. Soutěž byla hrána v letech 1911 až 1924 a hrálo se 13 ročníků. Turnaj se hrál v Montevideu. Nejvíce vítězství má Uruguay (8).

## Nejlepší střelci
| Hráč                 | Góly |
| -------------------- | ---- |
| Ángel Romano         | 6    |
| Hector Scarone       | 4    |
| Alberto Marcovecchio | 4    |
| Jose Piendibene      | 3    |
| Carlos Scarone       | 2    |
| Pascual Ruotta       | 2    |
| Ricardo Vallarino    | 2    |
| Fausto Lucarelli     | 2    |